# Txulki
Txulki (en rus: Чулки) és un poble de l'óblast de Kírov, a Rússia, segons el cens del 2010 tenia 55. Pertany al districte d'Arbaj.